# 3314 Beals
A 3314 Beals (ideiglenes jelöléssel 1981 FH) a Naprendszer kisbolygóövében található aszteroida. Edward L. G. Bowell fedezte fel 1981. március 30-án.